# Jaime Munguia
Jaime Munguia est un boxeur mexicain né le 6 octobre 1996 à Tijuana.

## Carrière
Passé professionnel en 2013, il devient champion du monde des poids super-welters WBO le 12 mai 2018 après sa victoire par arrêt de l'arbitre au 4e round contre Sadam Ali le 12 mai 2018. Il conserve son titre le 21 juillet 2018 en battant aux points Liam Smith puis Brandon Cook et Takeshi Inoue le 26 janvier 2019. Mungia s'impose ensuite face à Dennis Hogan le 13 avril 2019 puis contre Patrick Allotey par KO au 4e round le 14 septembre 2019. Il laisse sa ceinture WBO vacante après cette cinquième défense victorieuse le 23 novembre 2019 afin de poursuivre sa carrière en poids moyens. Le 4 mai 2024, il affronte son compatriote Canelo Álvarez, champion unifié de la catégorie, et s'incline aux points.

## Référence
1. ↑  (en) Sadam Ali vs. Jaime Munguia (boxrec.com)